# Matwei
Matwei (russisch Матвей) ist ein russischer männlicher Vorname, russische Form des altgriechischen Namens Matthaios (griechisch Ματθαῖος).

## Herkunft und Bedeutung
Matwei ist die russische Schreibweise des lateinischen Matthaeus, dieses vom griechischen Matthaios (Ματθαῖος), dieses vom hebräischen Mattatjahu (מתתיהו), Kurzform Mattatja. Mattatjahu bedeutet „von JHWH (Gott) gegeben“, was modern häufig in „Geschenk Gottes“ abgewandelt wird.

## Namensträger
- Matwei Dawydowitsch Berman (1889–1939), sowjetischer Geheimdienstmitarbeiter
- Matwei Isaakowitsch Blanter (1903–1990), sowjetischer Komponist
- Matwei Petrowitsch Bronstein (1906–1938), russischer theoretischer Physiker
- Matwei Prokopjewitsch Burlakow (1935–2011), russischer Generaloberst, letzter Oberkommandierender der Gruppe der Sowjetischen Streitkräfte in Deutschland
- Matwei Nikolajewitsch Changalow (1858–1918), burjatisch-russischer Ethnograph und Heimatkundler
- Matwei Petrowitsch Gagarin († 1721), Gouverneur von Sibirien
- Matwei Wassiljewitsch Golowinski (1865–1920), russisch-französischer Autor und Journalist
- Matwei Matwejewitsch Gussew (1826–1866), russischer Astronom
- Matwei Pawlowitsch Jelissejew (* 1993), russischer Biathlet
- Matwei Fjodorowitsch Kasakow (1738–1812), russischer Architekt
- Matwei Georgijewitsch Korobow (* 1983), russischer Profiboxer
- Matwei Genrichowitsch Maniser (1891–1966), russisch-sowjetischer Bildhauer und Kunstschriftsteller
- Matwei Iwanowitsch Platow (1753–1818), General der Kaiserlich Russischen Armee und Ataman der Donkosaken
- Matwei Wassiljewitsch Sacharow (1898–1972), Chef des sowjetischen Generalstabes und Marschall der Sowjetunion
- Matwei Fjodorowitsch Schkirjatow (1883–1954), sowjetischer Politiker
- Matwei Christoforowitsch Smajewitsch (1680–1735), Admiral der Baltischen Flotte
- Matwei Sergejewitsch Subow (* 1991), russischer Bahn- und Straßenradrennfahrer